# Coyote Lake
Coyote Lake è un film del 2019 diretto da Sara Seligman.
Il film, di genere thriller, è prodotto da Nikki Stier Justice, Van Johnson, Anne Clements e Ash Christian sotto la bandiera di Cranked Up Films e Van Johnson Company. Il film è interpretato da Camila Mendes, Charlie Weber, Adriana Barraza, Neil Sandilands e Manny Pérez. Il film è uscito il 2 agosto 2019.

## Trama
Ester e la sua invadente madre gestiscono un piccolo bed-and-breakfast vicino al confine tra USA e Messico. Una notte due ospiti inattesi fanno la loro comparsa mettendo a repentaglio la salvezza di ognuno. Ma le due donne nascondono un segreto che potrebbe risultare ancor più pericoloso.

## Distribuzione
Il trailer di 30 secondi è stato rilasciato a maggio 2019 e ha rivelato la sua data di uscita al 2 agosto 2019. Il trailer ufficiale è stato rilasciato a giugno 2019, con i suoi poster ufficiali e con il suo slogan: "Truth Lies".

## Accoglienza

### Critica
Metacritic, che utilizza una media ponderata, ha assegnato al film un punteggio di 40 su 100, basato su 4 critici, indicando "recensioni miste o medie".
Frank Scheck di The Hollywood Reporter ha scritto: "Il tema della maturità non si combina perfettamente con gli elementi più volgari e Coyote Lake non riesce a raggiungere la tensione narrativa sufficiente a sollevarla al di sopra dei punti lenti della storia. Il film è accompagnato dalla forza della prestazione emotivamente complessa e contenuta della Mendes che chiarisce che Ester è tanto vittima quanto complice".
Steve Davis di The Austin Chronicle ha scritto: "La direzione squisitamente precisa di Seligman e il montaggio di Eric F. Martin.
Dennis Harvey di Variety ha scritto: "Le interpretazioni sono competenti ma annullate dalla sceneggiatura, proprio come gli elementi dell'assemblea professionale sono lasciati bloccati dalla mancanza di uno stile deliberato o visione orientativa. Mentre il film non funziona, non è abbastanza idiosincratico persino da attirare l'attenzione come una stranezza".